# Resia
Resia (szlovénül Rezija, réziaiul Rèsije, olaszul Resia, Val Resia friuli nyelven Resie, velenceiül Rèxia) „község” (önkormányzati településcsoport, municípium) a Resia-völgyben Olaszország északkeleti részén, Friuli-Venezia Giulia régióban, Udine megyében.

## Fekvése
Rézia Trieszttől 90 km-re fekszik. A területe 119 km², lakóinak száma a 2004-es adatok szerint 1244 fő. A táj, amely voltaképp egy nagy kiterjedésű völgy, alpesi terület, a Júliai-Alpok lábánál fekszik. Látványos és gyönyörű elhelyezkedése és egyéb adottságai miatt kedvelt turisztikai látványosság.
Települései:
- Prato (Ravanca)
- San Giorgo (Bila)
- Oseacco (Osojane)
- Gniva (Njiva)
- Lischiazze, (Liščaca)
- Stolvizza (Solbica)
- Cortis (Corito)

Réziába csak egyetlen út vezet, amely nyugatról, Olaszország felől nyílik. Keletnek Szlovénia felé körbezárják a hegyek. A völgy bejárata annyira szűk, hogy napjainkban is úgy elzárja a hó télen, hogy nem lehet megközelíteni.

## Lakossága
Resiában él az olaszországi szlovén kisebbség azon része, amely réziai nyelven beszél. Ez egy izolált, szlovéntól elszakadt dialektus, amelyet alig másfélezer ember beszél a világon. A beszélők kilencven százaléka itt él, de számuk egyre fogy.